# 우키노촌
우키노촌(浮野村)은 일본 아이치현 니와군에 설치되었던 촌이다. 현재의 이치노미야시의 동부에 해당한다.